# Río Telembí
Der Río Telembí ist ein ca. 175 km langer linker Nebenfluss des Río Patía im Departamento de Nariño im Südwesten Kolumbiens.

## Flusslauf
Der Río Telembí entspringt in der kolumbianischen Westkordillere auf einer Höhe von etwa 3200 m, 10 km nördlich des Vulkans Azufral. Der Río Telembí fließt anfangs etwa 90 km in nordnordwestlicher Richtung durch das Gebirge. Anschließend wendet er sich nach Westen und erreicht das westkolumbianische Küstentiefland. Bei Flusskilometer 63 trifft der Río Ñambí von Süden kommend auf den Río Telembí. Bei Flusskilometer 36 liegt am südlichen Flussufer die Stadt Barbacoas. 30 km oberhalb der Mündung trifft der Río Guelmambí von Süden kommend auf den Río Telembí. Anschließend wendet sich dieser in Richtung Nordnordwest. Bei Flusskilometer 18 passiert der Fluss die am Westufer gelegene Ortschaft San José de las Lagunas. Schließlich trifft der Río Telembí auf den von Osten kommenden Río Patía. 

## Hydrologie und Einzugsgebiet
Der mittlere Abfluss des Río Telembí beträgt 510,8 m³/s. Damit ist er der wasserreichste Nebenfluss des Río Patía. Das Einzugsgebiet umfasst eine Fläche von etwa 4500 km². Es grenzt im Süden an das des Río Güiza, einem Nebenfluss des Río Mira, sowie im Osten an das des Río Guáitara.